# بات اولسن
بات اولسن (بالإنجليزية: Pat Olsen)‏ هو لاعب كرة قاعدة ومهندس أمريكي، ولد في 3 أغسطس 1902 في كليفتون في الولايات المتحدة، وتوفي في 11 مايو 2000 في Kingwood, Houston ‏ في الولايات المتحدة.